# Tetropium schwarzianum
Tetropium schwarzianum är en skalbaggsart som beskrevs av Thomas Casey 1891. Tetropium schwarzianum ingår i släktet Tetropium och familjen långhorningar. Inga underarter finns listade i Catalogue of Life.